# ニンジャ (コンゴ共和国)
ニンジャ（Ninja）はコンゴ共和国のプール地方に拠点を置く反政府組織CNRの武装兵。指導者により解散宣言されているが、一部が現在でも活動を続けている。ニンジャの名称は、日本の忍者に由来する。
ニンジャは1990年代にプール地方出身のベルナール・コレラが作った。構成員はプロテスタントへの信仰が篤いものが多く、必ずしもコレラの私兵とは言えなかった。
コレラは2003年に政府への帰順とニンジャの解散を約束するが、多くの兵は反発し、指導者を軍司令官で牧師のフレデリック・ビツァング（通称ントゥミ）に変えて活動を継続した。2007年、ントゥミは武装解除を宣言するが、納得しない者も多く、一部が2013年時点でも活動を続けている。

## 歴史

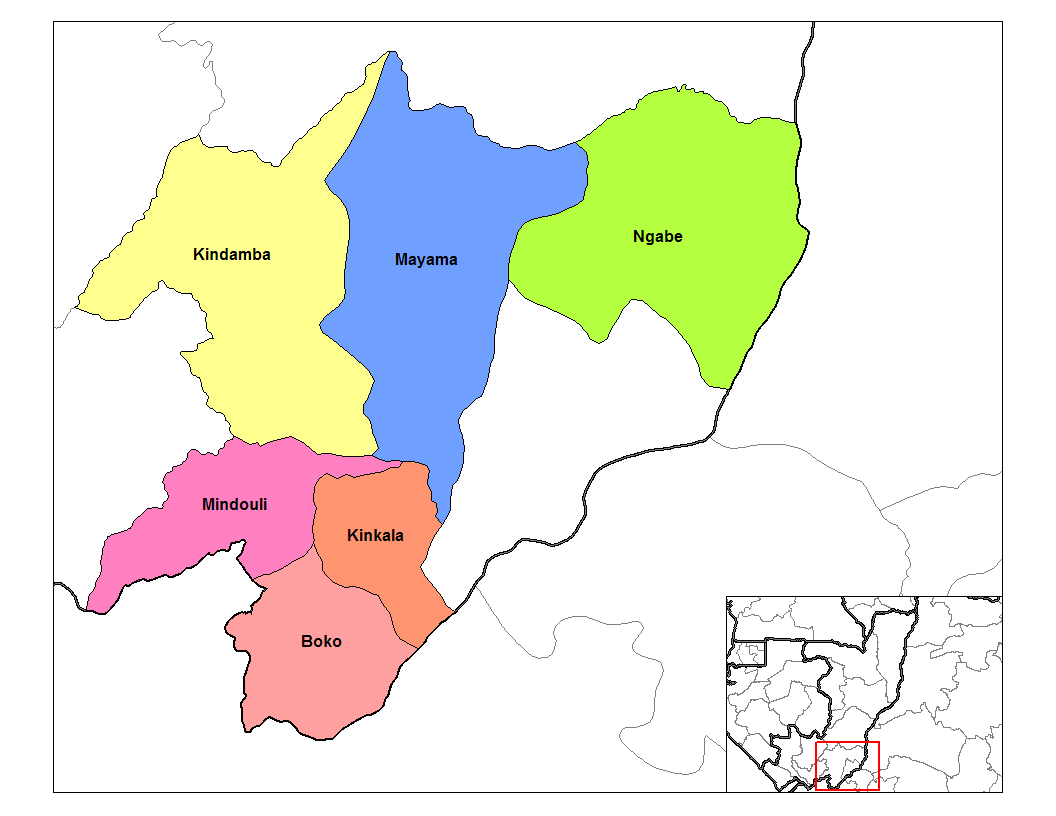
コンゴ内でのプール地方の範囲（着色の6箇所）。右下の白い範囲が首都ブラザヴィル

### 1990年代: 内戦と組織設立
1969年、コンゴ共和国に左派過激派のクーデターが起こり、コンゴ労働党による一党独裁の社会主義国家コンゴ人民共和国が誕生した。1991年のソビエト連邦の崩壊の影響で、社会主義国家としての存続が難しくなったため、大統領でコンゴ労働党党首のドニ・サスヌゲソは国名をコンゴ共和国に戻し、コンゴ労働党を与党とした形で多党制を認めた。多党制といっても、各党は西洋的な意味での政党ではなく、その実態は民兵を有する軍閥であった。サスヌゲソは、コブラという民兵組織を持った。1992年に大統領となったパスカル・リスバは、ココイェ、ズールーという民兵組織を持った。
そしてコンゴ民主統合発展運動の党首ベルナール・コレラが作った民兵組織がニンジャである。コンゴ共和国は国民の半分ほどがコンゴ人であり、コンゴ人は主に共和国南部に住む。コンゴ人の内、首都ブラザヴィルやその近郊のプール地方に住む人々はラリ人である。コレラもまたプール地方出身であり、ニンジャはラリ人グループを中心に作られた。
1993年のコンゴ議会選挙が原因で与野党の対立が激化し、ニンジャはコブラと連携してココイェと対立、内戦となった。1994年に停戦となり、1995年に与野党間和平合意が成立した。これにより、各軍閥の民兵は武装解除され、国家憲兵や武装警察などの扱いとなった。この武装解除にはユネスコも協力している。
もっとも、実際には武装解除はうまくいかず、民兵組織は残った。コレラは首都ブラザヴィルの市長となり、ニンジャも首都ブラザヴィル、バコンゴ地区、マケレケレ地区などを拠点とした。平和時には民兵への給与の支払いが滞りがちで、ニンジャの士気は低下した。
1997年6月、翌月の大統領選を前にして、再びリスバ現大統領（コンゴ正規軍およびココイェ軍閥、ズールー軍閥、マンバ軍閥）とサスヌゲソ前大統領（コブラ軍閥及びコンゴ正規軍のサスヌゲソ派）とが対立し、コンゴ共和国内戦が始まった。内戦当初、コレラ（ニンジャ軍閥）は中立を保っており、ニンジャ支配地域は平和を保っていた。
9月、コレラはリスバ現大統領に味方し、コンゴの首相に任命された。ニンジャ軍閥もリスバ派として戦争に参加した。コレラはニンジャをココイェ軍閥に合流させて、新組織コンゴ解放国民運動 (Mouvement National pour la Liberation du Congo, MNLC) を作った。しかし、ニンジャの指揮官の一部、クロード・アーネスト・ンダラ、ウィリー・マツァンガらは部下と共に離脱し、サスヌゲソ前大統領に味方した。
内戦は、アンゴラを味方に付けたサスヌゲソ前大統領派が、1997年10月に首都ブラザヴィルを制圧し、大統領に復帰した。コレラ率いるニンジャはプール地方に退き、サスヌゲソ新政府と対立した。
1999年、ニンジャとココイェは、政府との停戦合意に署名した。停戦後、ニンジャとココイェから2000人が政府に降伏した。ただしニンジャの指導者コレラは停戦合意を否定した。2000年、コレラは報道に対し、自身が有するプール地方のニンジャ兵は1万6千であると話している。しかしこの時点ですでに、コレラはニンジャを、リスバはココイェを完全には掌握していなかった。
2000年、USCISのレポートによると、ニンジャは当時、重大な人権侵害、例えば人質拘束、拷問、裁判無しの刑罰を行っているとされている。

### プール地方の反乱

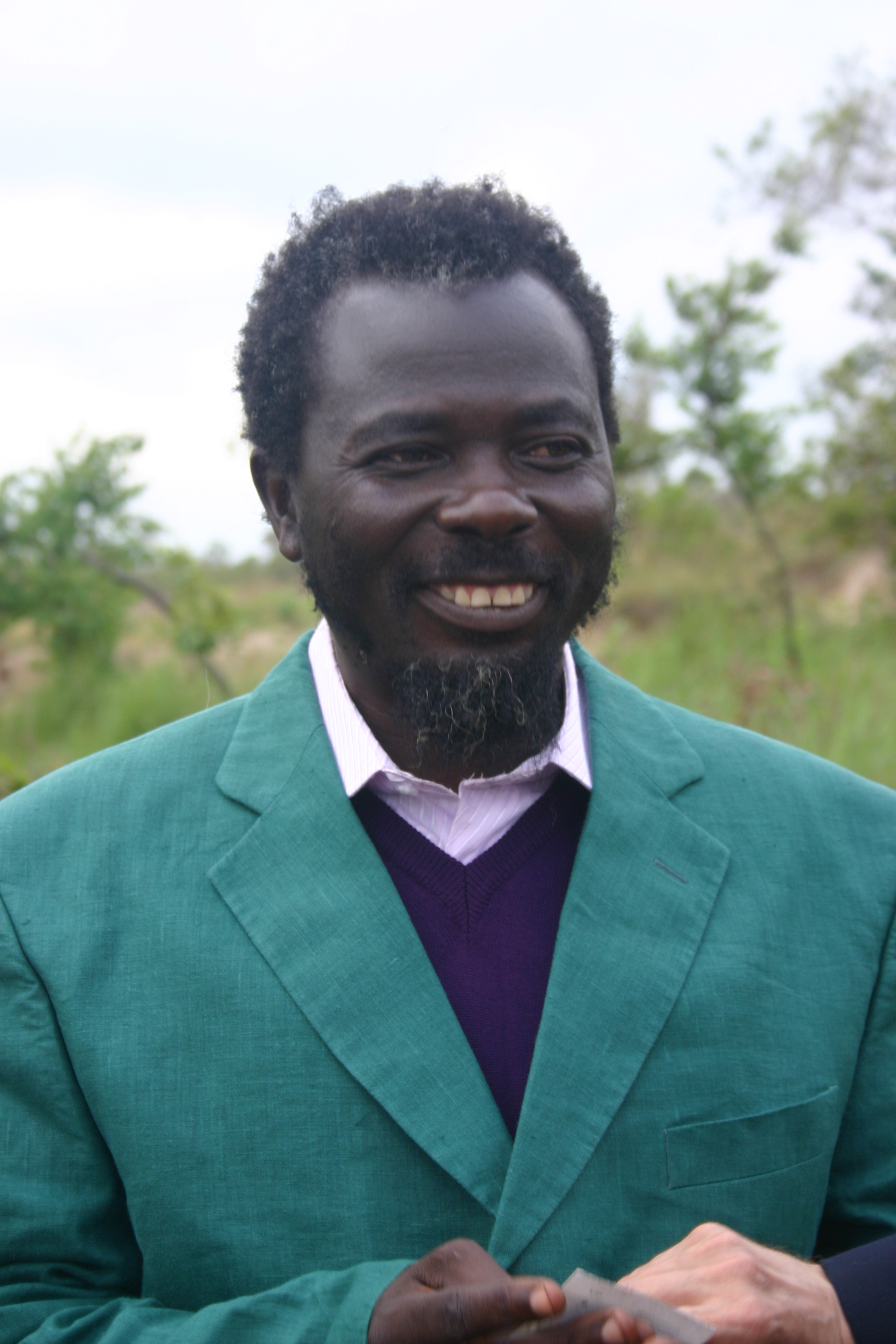
ニンジャを率いた司令官、ントゥミ牧師（2007年の写真）

2002年および2003年、政府軍とニンジャとの間に激しい戦闘が行われ、多くの犠牲が出た。2003年3月、ニンジャの指導者コレラはプールにて、政府との停戦に合意した。もっとも、ニンジャ兵の一部は停戦に納得せず、略奪や列車乗っ取り事件を起こしている。
コレラが影響力を失った後、ニンジャを率いたのは、ニンジャの野戦軍司令官フレデリック・ビツァングだった。彼はプロテスタントの牧師でもあり、ントゥミ牧師と通称される。2003年にントゥミはマスコミに対し「組織を復活させるよう聖霊からの啓示を受けた」と語っている。ニンジャ兵は紫色のものを身につけるが、これは苦しみを象徴しているという。また、髪はドレッドであり、これは「頭髪を剃ってはいけない」という聖書の記述に基づいており、世界の終末を信じている者も多かった。IRINの2002年の報告によれば、真にニンジャ兵と呼べるのは司令官ントゥミに従う数百であり、それに加えて不熱心な参加者が3千ほどであるとされている。
2007年6月、ントゥミは、プール地方に平和をもたらすため、政府に対する反対運動を、武装放棄して建設的なものに転換すると発表し、プール地方の行政中心都市キンカラにて、所持する100近い武器の焼却を行った。9月、政府はントゥミに対して公職を用意したが、ントゥミは断っている。
2008年6月10日、ニンジャ兵に対して武装解除・動員解除・社会復帰（DDR）プログラムも実施された。そしてントゥミ牧師はキンカラにて、ニンジャの解散を発表した。2009年12月、ントゥミ牧師は首都ブラザヴィルに行き、2007年5月に打診されていた平和復興担当職に就いた。
なお、2009年時点においても、元ニンジャ兵の一部がプール地方南部で活動している。2011年にも、プール地方でたびたび元ニンジャ兵による襲撃事件が報告されている。